# The Alberga
The Alberga är ett vattendrag i Australien. Det ligger i delstaten South Australia, omkring 920 kilometer norr om delstatshuvudstaden Adelaide.
Omgivningarna runt The Alberga är i huvudsak ett öppet busklandskap. Trakten runt The Alberga är nära nog obefolkad, med mindre än två invånare per kvadratkilometer. Genomsnittlig årsnederbörd är 118 millimeter. Den regnigaste månaden är februari, med i genomsnitt 33 mm nederbörd, och den torraste är augusti, med 1 mm nederbörd.